# سديم العقاب

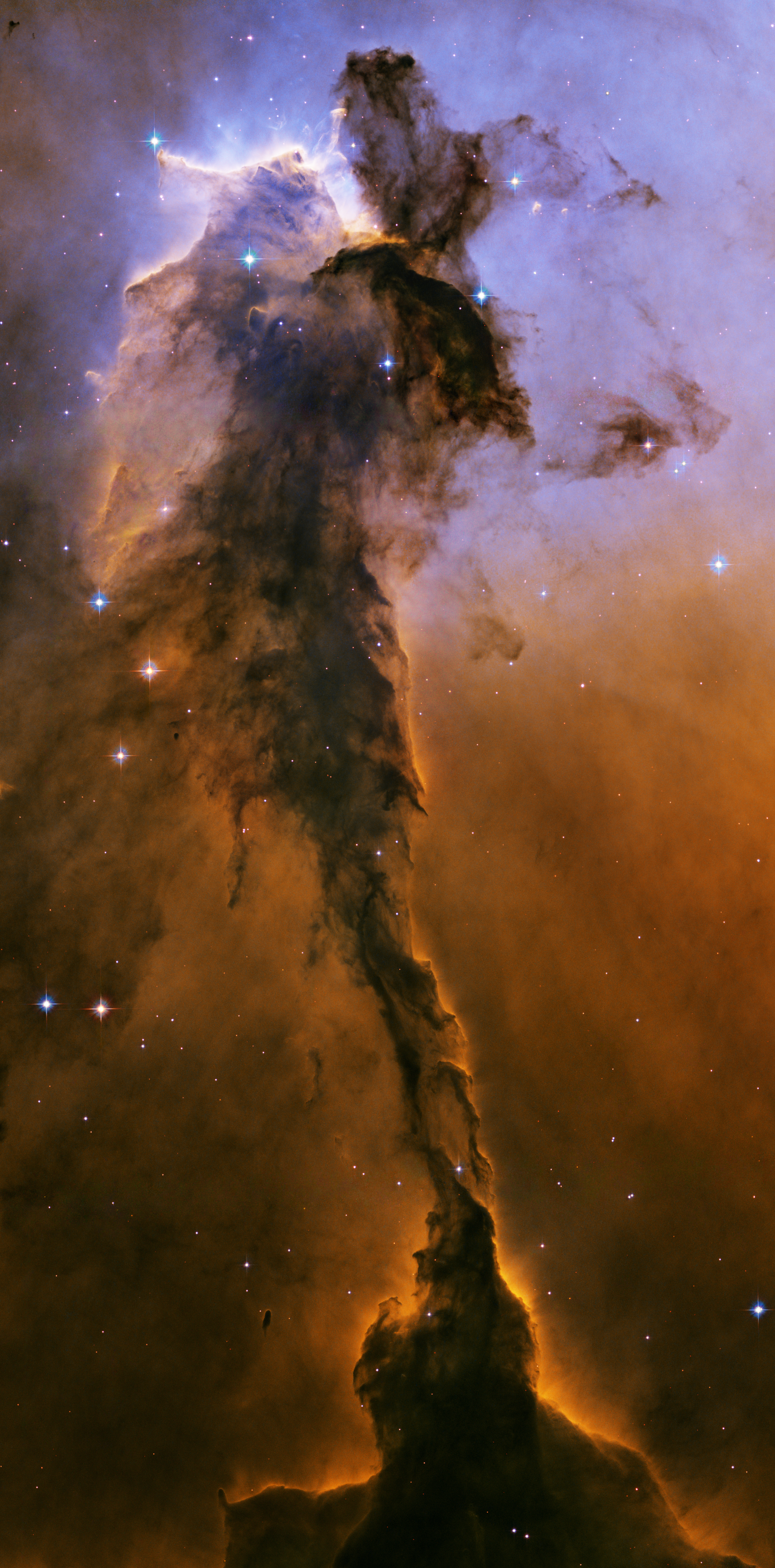
صورة تبين ارتفاع عمود الرماد والغبار الذي تتوالد بداخله النجوم التقطت بواسطة مرقب هابل.

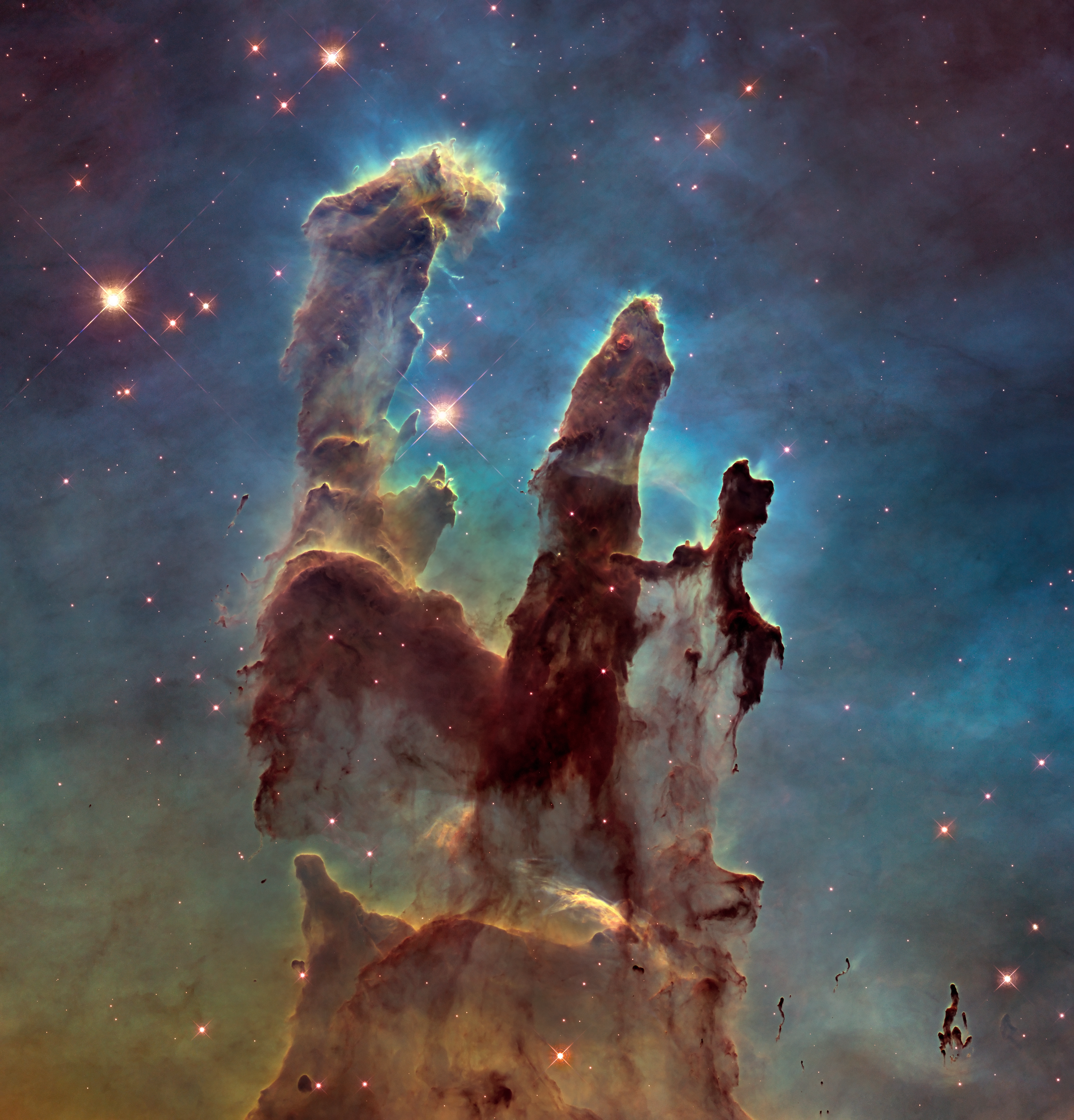
ميسييه 16

مسييه 16 أو م16 أو سديم العُقاب، إنه عبارة عن عنقود نجمي مفتوح يقع في كوكبة الحية، يبلغ قدره الظاهري 6,4 ويبعد عنا حوالي 7,000 سنة ضوئية، وهذا العنقود يحوي سديماً والعديد من الممرات الغبارية المظلمة التي تسمى بسديم العقاب، وقد جاءت تسميته هذه من شكله الذي يشبه العقاب، وبالطبع فإن النجوم تولد داخله باستمرار بسبب كونه سديما، اكتشف في عامي 1745 و1746م، ويعد سديم العقاب قطعة من سديم إشعاعي كبير يسمى "IC 4073"، والعمود المرتفع من الغبار والرماد من السديم يرتفع لمسافة 57 ترليون ميل (97 ترليون كيلومتر).

## وصفه
يتكون سديم العقاب من سحابة منطقة هيدروجين II ويتكون منها تجمع نجمي مفتوح. ونظرا لانخفاض درجة حرارة السحابة فإن الهيدروجين يتحد مكونا جزيئات الهيدروجين. ويبلغ سعة السديم نحو 20 سنة ضوئية وهو يحتوي على أبراج من الغبار الكوني بالإضافة إلى الهيدروجين. يصل طول الابراج إلى نحو 5و9 سنة ضوئية، وتوجد على قممها مناطق نشأة نجوم جديدة وتسمى لذلك ب أبراج التخليق. وترجع عدم شفافية السديم إلى وجود حبيبات سيليكات وحبيبات كربون في السحابة. ويبلغ متوسط عمر النجوم فيه نحو 800,000 سنة، ومن ضمنها بعض النجوم الناشئة يقدر عمر أحدثها نحو 50,000 سنة.

## أبحاث تخصه

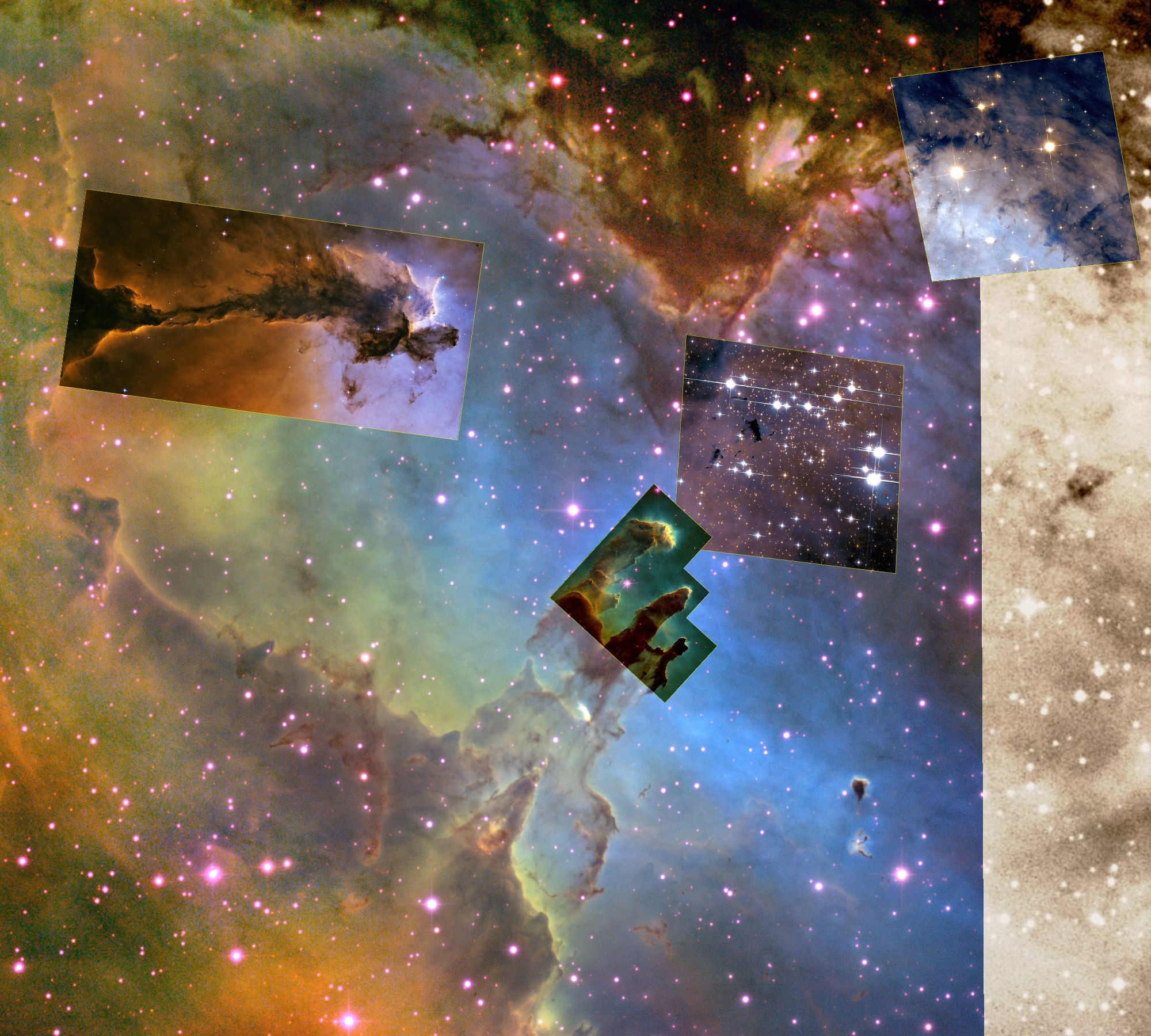
أهم المناطق المدروسة في سديم العقاب ، ومن ضمنها في الوسط أبراج التخليق..

في عام 1995 قام تلسكوب هابل الفضائي بتسجيل عدة صور لتلك المنطقة بينت تشكيلات غريبة. ولأول مرة تبين تلك الصور عملية نشأة النجوم. وتشبه تلك الأبراج مخالب عقاب في حالة انقضاضه على فريسته من مكانٍ عالٍ ومنه يتخذ السديم اسمه.
ثم قام مرقب سبيتزر الفضائي عام 2007 بالتقاط صور في نطاق الأشعة تحت الحمراء. وبينت تلك الصور حركة السحابة كما نعرفها من صور هابل بأنها سحابة تحتوي على الغبار الساخن. ويعتقد العلماء أن تلك السحب هي بقايا لانفجار نجم كبير في هيئة مستعر أعظم وربما أن تكون تلك السحب الغازية الغبارية في حالة حركة، ليتغير شكلها وتنشأ فيها نجوم ناشئة جديدة.
ويبدو أن ما نتج عن انفجار المستعر الأعظم من سحابة غبارية مظلمة تتشتت وتكشف الستار عما بداخلها من نجوم ناشئة. ويعتقد أن المستعر الأعظم الذي نشأت عنه السحابة قد تمت رؤيته من الأرض منذ 1,000 إلى 2,000 سنة، ونظرا لبعد السديم عن الأرض مسافة 7,000 سنة فإن المستعر الأعظم قد انفجر منذ 8,000 إلى 9,000 سنة في الماضي. ويعتقد الفلكيون أن الأبراج قد تكون قد تشتت بالكامل الآن ولكننا بسبب بعدنا الكبير عنها فلا يمكننا رؤية ذلك، حيث أن الضوء يحتاج إلى زمن حتى يصل إلينا، وما نراه الآن هو حالة السحابة والأبراج قبل 7,000 سنة (اقرأ سرعة الضوء).

## صور للسديم

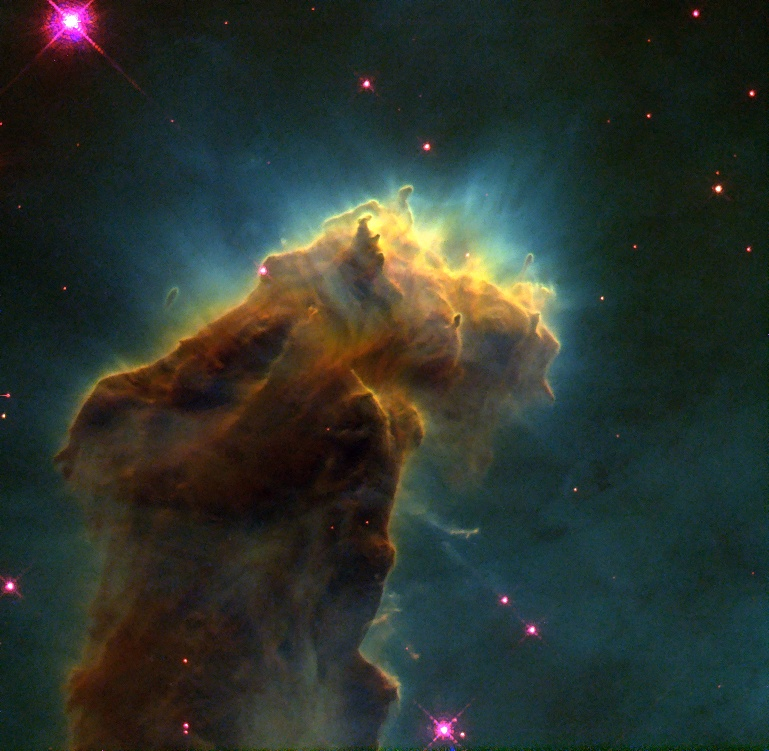
صورة ضوئية بتلسكوب هابل الفضائي عن ناسا
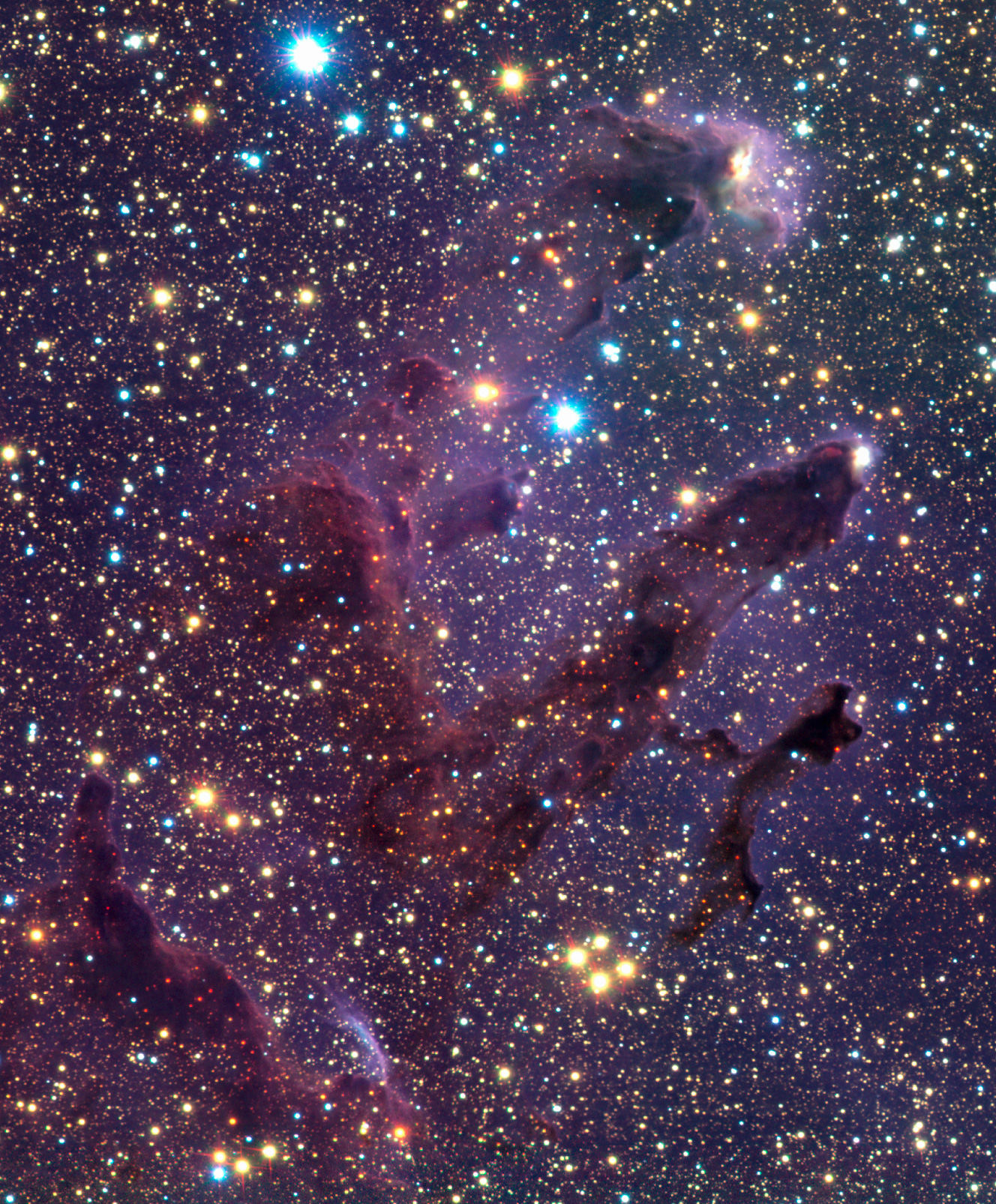
صورة بالأشعة تحت الحمراء ل أبراج التخليق، عن المرصد الأوروبي الجنوبي
صورة كاملة لسديم العقاب، عن المرصد الأوروبي الجنوبي.
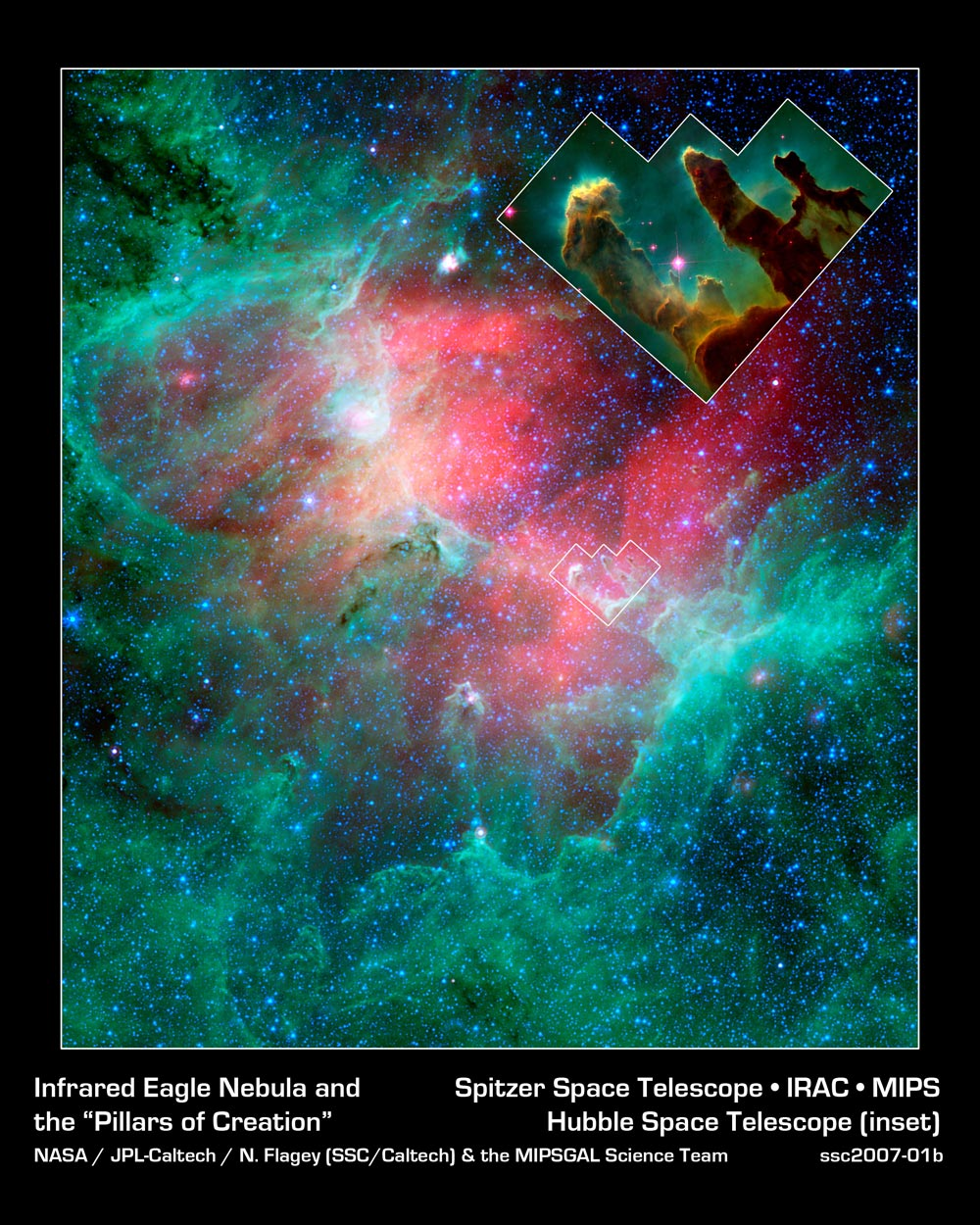
صورة التقطها مرصد سبيتزر الفضائي للأشعة تحت الحمراء، الأحمر سحب غبارية ساخنة ناتجة عن مستعر أعظم. المقطع في الصورة يبين صورة أبراج التخليق التي التقطها تلسكوب هابل.
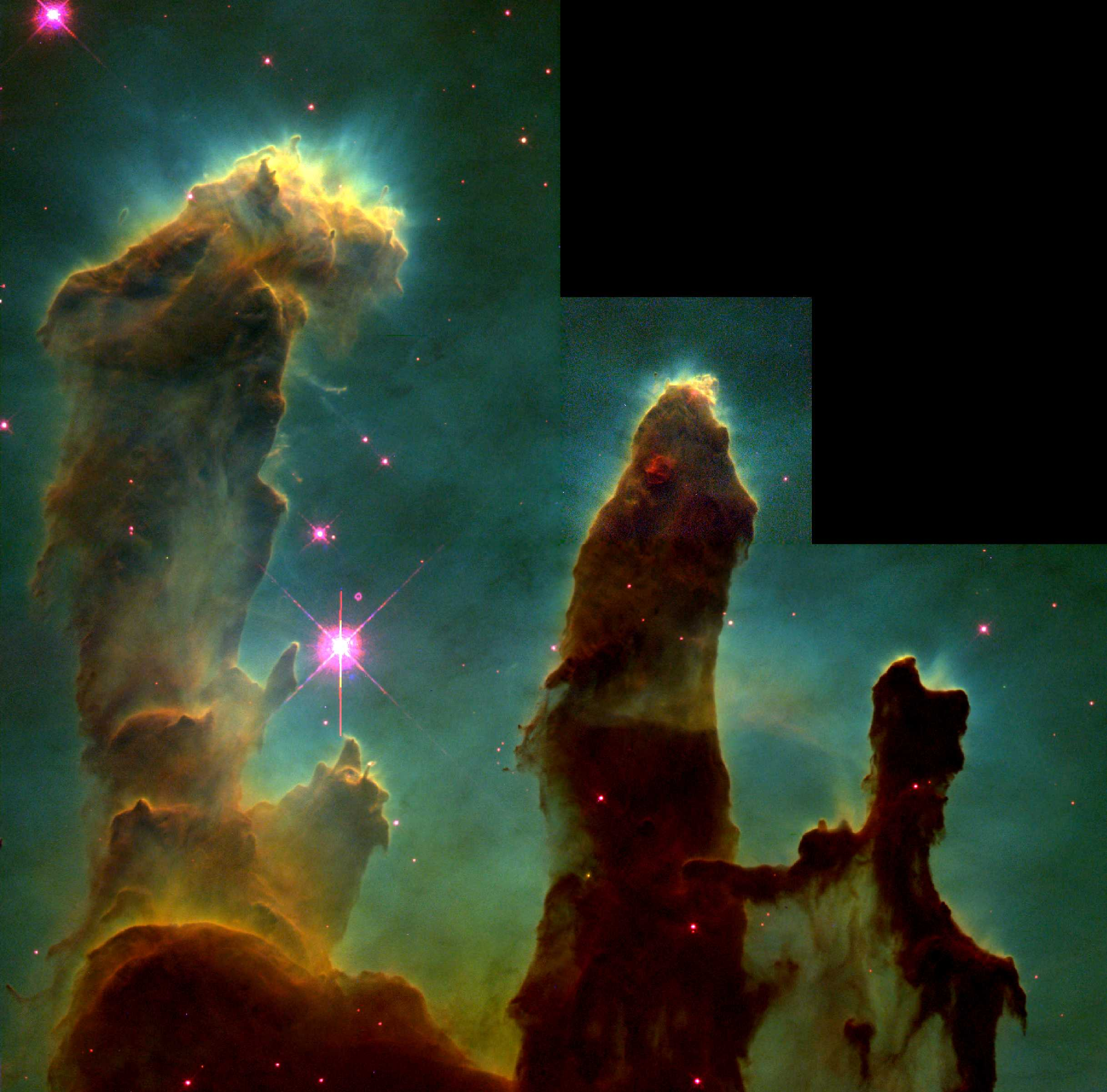
صورة التقطها تلسكوب هابل الفضائي للضوء المرئي لمقطع في السديم، التي تبين أبراج التخليق.
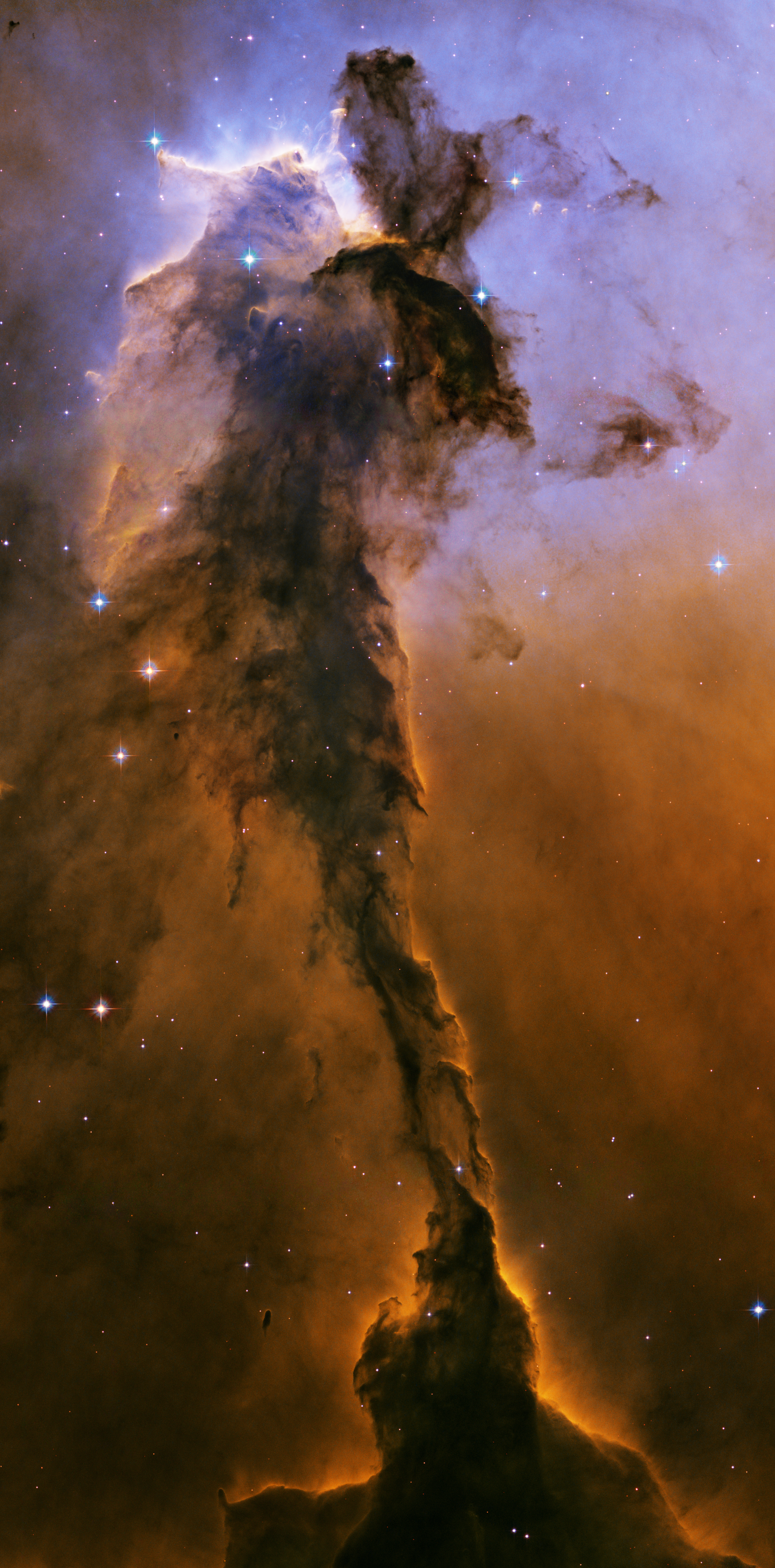
صورة بتلسكوب هابل الفضائي عام 2006
صورة للأشعة القريبة من تحت الحمراء التقطها مقراب جيمس ويب الفضائي لما يُعرف بأعمدة الخلق، نُشرت في 19 أكتوبر 2022.

## اقرأ أيضا
| - مجرة دولاب الهواء - علم الفلك للأشعة السينية - سداسية زايفرت - سكوربيوس إكس-1 - قزم أبيض - عملاق أحمر - نجم - نجم نيوتروني - مجرة | - الانفجار العظيم - خط زمني للانفجار العظيم - ثقب أسود - نابض - نجم متغير - متغير سيفيدي - نجم الدجاجة إكس-1 - أر سي دبليو - التبخر الضوئي |  |

## وصلات خارجية
- موقع الكون في الإنترنت